# Cyrnellus mammillatus
Cyrnellus mammillatus – gatunek chruścika z rodziny Polycentropodidae.

## Taksonomia
Gatunek opisany został w 1971 roku przez Mary Louise Flint.

## Rozprzestrzenienie
Gatunek neotropikalny, wykazany z Argentyny, Paragwaju, Urugwaju, Ekwadoru, Peru oraz brazylijskich stanów Amazonas, Mato Grosso, Mato Grosso do Sul, Parana, Rio de Janeiro i São Paulo.